# Draba lipskyi
Draba lipskyi là một loài thực vật có hoa trong họ Cải. Loài này được Tolm. mô tả khoa học đầu tiên năm 1939.